# 和平解決國際爭端議定書
《和平解決國際爭端議定書》（英語：Protocol for the Pacific Settlement of International Disputes；簡稱：1924年日內瓦議定書（Geneva Protocool, 1924）是一項由英國首相拉姆齊·麥克唐納和法國總理愛德華·赫里歐在凡爾賽體系的背景環境下共同向國際聯盟提出的公約草案，1924年10月2日在瑞士日內瓦第五屆大會中由全體會員國通過草簽；後來因為英國政局發生變動而未批准，該約遭擱置而終未生效。

## 內容
該約以 21 條的廣泛內容具體設計一個國際安全體系：
1. 設立爭端強制仲裁機制，並創造了確定國際衝突中侵略者的方法。
2. 國家之間的所有法律糾紛將提交給一個世界法院來處理。
3. 呼籲於次年（1925）召開國際裁軍會議，以推動全面裁軍。

## 爭議
該約的特點同時引發某些問題：
1. 任何拒絕遵守爭端解決程序而訴諸戰爭的政府都將被定為侵略者。 任何侵略的受害者皆應立即取得聯盟成員的援助。 英國保守黨譴責該約範圍涵蓋各國的內部自治領（如愛爾蘭、南非、澳洲），並擔心引發與同樣反對該案的美國間的衝突。[1]:72－74
2. 其執行借鑒國際聯盟的現有機制（即《凡爾賽條約》第10條和第16條），反使當時未加入國聯的國家（如美國、蘇聯）不受拘束，得以合法的採行戰爭手段。[2]
3. 其透過規定金融和商業制裁的設計，可能迫使締約的國聯中立國（如瑞典、瑞士）違反其中立立場，而對其課以對侵略者實施制裁的義務。[2]

## 發展
儘管該約的理念獲得國際聯盟全部 47 席會員國的支持，於10月2日第五屆國聯大會中通過草簽初步批准該條約，各會員國將宣布「準備好同意對其主權進行重要限制，以支持國際聯盟」。但不久英國保守黨贏得大選，黨魁斯坦利·鮑德溫回任首相並以奧斯丁·張伯倫為外務大臣（1924年11月—1929年6月）而於1925年拒絕批准，該約被永久擱置而未能實現。
二年後，法國外交部部長白里安與美國國務卿凱洛格持續努力推動範圍較小的《非戰公約》，1928年8月27日在巴黎完成簽署，終於成為人類史上第一份放棄以戰爭作為國家政策工具而以和平方式解決國際爭端的國際公約。

## 外部連結
- 和平解決國際爭端議定書條文 （页面存档备份，存于）（英語）